# Herb gminy Osiek (powiat oświęcimski)
Herb gminy Osiek – jeden z symboli gminy Osiek, ustanowiony 20 maja 2009.

## Wygląd i symbolika
Herb przedstawia na tarczy koloru czerwonego srebrną wieżę z oknami, zwieńczoną blankami, a pod nią dwa skrzyżowane złote miecze z srebrnymi ostrzami.